# 루시아 페레스
루시아 페레스 비사노(Lucía Pérez Vizcaíno, 1985년 7월 5일 ~ )는 스페인의 가수이다. 유로비전 송 콘테스트 2011에서 스페인 대표로 참가했다.